# Lettische Badmintonmeisterschaft 2023
Die Lettische Badmintonmeisterschaft 2023 fand vom 4. bis zum 5. Februar 2023 in Ķekava statt.

## Medaillengewinner
| Disziplin    | Gold                              | Silber                       | Bronze                             |
| ------------ | --------------------------------- | ---------------------------- | ---------------------------------- |
| Herreneinzel | Niks Podosinoviks                 | Andis Bērziņš                | Artūrs Ķelpe                       |
| Dameneinzel  | Ieva Pope                         | Jekaterina Romanova          | Anna Kupča                         |
| Herrendoppel | Artūrs Akmens Reinis Krauklis     | Edijs Līviņš Toms Preinbergs | Mārtiņš Kažemaks Niks Podosinoviks |
| Damendoppel  | Anna Kupča Jekaterina Romanova    | Ieva Pope Diāna Stognija     | Diana Bespalova Eiprila Briede     |
| Mixed        | Artūrs Akmens Annija Rulle-Titava | Andis Bērziņš Arīna Babre    | Artūrs Ķelpe Liāna Lenceviča       |